# The Only One I Know
"The Only One I Know" é uma canção da banda britânica The Charlatans. Foi a primeira canção do grupo no top 10, chegando ao nono lugar na parada de singles do Reino Unido. Foi o primeiro e mais bem sucedido single do álbum Some Friendly. Sua melhor colocação nos Estados Unidos foi na parada Modern Rock, na qual chegou ao quinto lugar em setembro de 1990.
A letra contém linhas retiradas diretamente de "Everybody's Been Burned", canção de 1967 do The Byrds, enquanto a melodia possui um riff de órgão retirado de "Hush", do Deep Purple. Além disso, Martin Blunt descreveu o trabalho de guitarra de Jon Baker como semelhante ao de "You Keep Me Hangin' On", das Supremes. Tim Burgess descreveu a letra como sendo "sobre sentimentos adolescentes: Eu gosto de alguém, por que esse alguém não gosta de mim? Eu tinha 21 ou 22 anos, mas ainda tinha essas emoções fortes". Segundo ele, a banda inicialmente pretendia gravar uma música diferente, "Polar Bear", para ser lançada como segundo single, mas depois que um amigo de Burgess e a sua gravadora, Beggars Banquet Records, sugeriram que "The Only One I Know" seria uma escolha melhor, mudaram de planos. Burgess descreveu a música como tendo uma construção incomum: "Ainda não tenho certeza de qual parte é o refrão. O título e o gancho principal estão no verso, mas a introdução – antes da música principal começar – dá às pessoas tempo suficiente para entrar na pista de dança". Blunt disse que a quebra da linha de baixo após o segundo verso foi influenciada pelo funk e pelo som southern soul da Stax Records. Depois que a banda gravou a faixa no The Winding Studios, em Wrexham, ela passou por outra mixagem por Chris Nagle no Strawberry Studios, em Stockport.
Um cover com Robbie Williams no vocal foi lançado em 2007 no álbum Version, de Mark Ronson.

## Lista de faixas
Todas as faixas compostas por Jon Brookes, Jon Day, Rob Collins, Martin Blunt e Tim Burgess, exceto "Then", composta por Brookes, Collins, Blunt e Burgess.
Single sete polegadas
1. "The Only One I Know" – 3:56
2. "Everything Changed" – 3:21

Single doze polegadas
A1. "The Only One I Know" – 4:00
B1. "Imperial 109" (edit) – 3:44
B2. "Everything Changed" – 3:23
CD single britânico
1. "The Only One I Know" – 3:56
2. "Imperial 109" (edit) – 3:41
3. "Everything Changed" – 3:21
4. "You Can Talk to Me" – 4:49

- "You Can Talk to Me" foi gravada em 20 de março de 1990 para o programa de John Peel, na BBC Radio 1, transmitido originalmente em 9 de abril de 1990. O CD single estadunidense inverte as faixas dois e três.[12]

## Posição nas paradas musicais
| Parada (1990)                                     | Melhor posição |
| ------------------------------------------------- | -------------- |
| Austrália (ARIA)                                  | 75             |
| Irlanda (IRMA)                                    | 11             |
| Países Baixos (Single Top 100)                    | 56             |
| Reino Unido (UK Singles Chart)                    | 9              |
| Estados Unidos (Billboard Mainstream Rock Tracks) | 37             |
| Estados Unidos (Billboard Modern Rock Tracks)     | 5              |

## Certificações
| Região                                                                                             | Certificação | Vendas   |
| -------------------------------------------------------------------------------------------------- | ------------ | -------- |
| Reino Unido (BPI)                                                                                  | Ouro         | 400,000^ |
| *números de vendas baseados somente na certificação ^distribuições baseadas apenas na certificação |              |          |

## Histórico de lançamento
| Região      | Data               | Formato(s)               | Gravadora(s)  | Ref(s).       |
| ----------- | ------------------ | ------------------------ | ------------- | ------------- |
| Reino Unido | 14 May 1990        | vinil de 12 polegadas CD | Situation Two | [ 17 ] [ 18 ] |
| Reino Unido | 21 de maio de 1990 | vinil de 7 polegadas     | Situation Two | [ 19 ]        |